# Medsafe
Medsafe (englisch New Zealand Medicines and Medical Devices Safety Authority) ist die seit 1998 bestehende neuseeländische Behörde für die Sicherheit von Arzneimitteln und Medizinprodukten und gleichzeitig die medizinische Aufsichtsbehörde des neuseeländischen Gesundheitsministeriums. Medsafe beschäftigt rund 60 Mitarbeiter in zwei Büros. Der Hauptsitz in Wellington kümmert sich um zentralisierte Verwaltungsfunktionen, Produktgenehmigungen und Standardeinstellungen. Die Ermittlungs- und Grenzkontrolle wird vom Büro in Auckland aus betrieben.